# Institut tropical et de santé publique suisse
Vous pouvez aider à l'améliorer ou bien discuter des problèmes sur sa page de discussion.
- Il ne cite pas suffisamment ses sources. Vous pouvez indiquer les passages à sourcer avec {{référence nécessaire}} ou {{Référence souhaitée}}, et inclure les références utiles en les liant aux notes de bas de page. (Marqué depuis mai 2011)
- Son texte doit être wikifié : il ne correspond pas à la mise en forme Wikipédia (style, typographie, liens internes, liens entre les wikis, etc.). (Marqué depuis décembre 2021)

- Archive Wikiwix
- Bing
- Cairn
- DuckDuckGo
- E. Universalis
- Gallica
- Google
- G. Books
- G. News
- G. Scholar
- Persée
- Qwant
- (zh) Baidu
- (ru) Yandex
- (wd) trouver des œuvres sur Wikidata

L’Institut tropical et de santé publique suisse ou Swiss TPH, anciennement dénommé Institut tropical suisse, est un centre de recherche de Suisse.

## Histoire
L'institut fut fondé en 1943 sur l’initiative de Rudolf Geigy (en). Il s’était rendu compte de la nécessité d’associer une recherche interdisciplinaire de qualité à une offre de formation et de services s’inscrivant dans un contexte social et culturel des régions endémiques. Il était convaincu que cette approche mènerait à de nouvelles solutions et contribuerait efficacement au développement de la santé. Cette devise constitua depuis lors le mandat du Swiss TPH, soit : « contribuer à l’amélioration de la santé des populations au niveau international et national grâce à des travaux de recherche, des services ainsi qu’un enseignement et une formation d’excellente qualité » en mettant en particulier l’accent sur les pays en voie de développement.
En juin 2009, l’Institut de Médecine Sociale et Préventive de l’Université de Bâle fut intégré au sein de l’Institut Tropical Suisse. Ainsi, en janvier 2010 l’Institut Tropical Suisse a été renommé Institut Tropical et de Santé Publique Suisse.

## Composition
Le Swiss TPH se compose de cinq départements couvrant différentes disciplines dans le secteur de la santé publique ; chaque département participe continuellement aux programmes d’enseignement et de formation. Les membres de l’Institut proviennent de cultures et milieux divers et leur participation à des projets de collaboration s’accroit constamment.
Le Swiss TPH est un institut associé à l’Université de Bâle, et, en tant qu’organisme public, il est en partie soutenu par la Confédération suisse ainsi que le canton de Bâle-Ville. L’institut obtient l’essentiel de ses ressources financières par le biais de projets acquis par appel d'offres et des revenus issus des départements services médicaux, recherche en médecine et du Centre suisse pour la santé internationale.

## Recherche
L’institut compte des programmes de recherche en épidémiologie et santé publique, ainsi qu’en parasitologie médicale & biologie infectieuse couvrant des domaines de parasitologie moléculaire, épidémiologie moléculaire, diagnostic moléculaire, immunologie moléculaire, chimiothérapie parasitaire, entomologie médicale, biostatistique et épidémiologie, recherche sur les systèmes de santé, santé animale & humaine, santé des écosystèmes et sciences sociales. Un thème particulièrement connu de l’institut est la biologie du Plasmodium falciparum, le parasite de la malaria.

## Services
Les départements du Swiss TPH offrent des services s’adressant à la médecine de voyage, à la recherche sur les médicaments ainsi qu’au développement des systèmes de santé. Le département des Services Médicaux offre des services cliniques et de diagnostics pour la médecine tropicale, des conseils aux voyageurs et des vaccinations pour les personnes se rendant dans les régions tropicales. Le Centre suisse pour la santé internationale offre son expertise dans le développement des systèmes de santé internationaux à de nombreux clients, en Suisse et à l’étranger. Le département de Recherche en médecine contribue à faire la transition entre la R&D de nouveaux médicaments, vaccins et interventions de santé publique entre des résultats prometteurs de recherche et leur validation puis implémentation dans les pays à ressources limitées.

## Enseignement et formation
Chaque département du Swiss TPH participe activement à l’enseignement et à la formation sous différentes formes. En tant qu’institut associé à l’Université de Bâle, de nombreux experts du Swiss TPH ont des mandats d’enseignement à l’Université. L’Institut prend part active dans le programme d’étude du Bachelor (BSc) en biologie. Il est aussi responsable de nouveaux programmes de PhD. De plus, l’Institut offre un Master en Sciences (MSc) en biologie infectieuse et épidémiologie. Dans le cadre de l’enseignement et la formation au niveau deuxième cycle universitaire et formation continue, le Swiss TPH offre plusieurs cours pour les experts en santé d’Europe et des pays à ressources limitées.
L’Institut offre un Master of Advanced Studies in International Health, accrédité par l'Organe d´accréditation et d´assurance qualité des hautes écoles suisses (OAQ).
De plus, le Swiss TPH propose des cours sur mesure pour les participants spécialisés tels que les médecins, pharmaciens et techniciens de laboratoires : un cours général sur les tropiques (en allemand) ainsi que des cours dans le cadre de l’École Suisse de Santé Publique (SSPH+).

## Directeurs
- Marcel Tanner
- Jürg Utzinger (2015 — …)